# Avegno
Avegno là một đô thị ở tỉnh Genova thuộc vùng Liguria, nằm ở vị trí cách khoảng 20 km về phía đông của Genova. Tại thời điểm ngày 31 tháng 12 năm 2004, đô thị này có dân số 2.230 người và diện tích là 11 km².
Đô thị Avegno có các frazioni (đơn vị cấp dưới, chủ yếu là thôn làng) Avegno Chiesa, Molino Nuovo, Salto, Testana, và Vexina.
Avegno giáp các đô thị sau: Rapallo, Recco, Sori, Tribogna, và Uscio.